# 雅科夫·内埃曼
雅科夫·伊斯拉埃尔·内埃曼（希伯來語：‎；1939年9月16日—2017年1月1日），以色列律师、政治人物，曾担任以色列财政部部长、以色列司法部部长。

## 生平
内埃曼出生于英属巴勒斯坦托管地时期特拉维夫的一个宗教犹太复国主义者家庭。早年在犹太教米德拉什诺姆高中接受教育，之后在戈兰尼旅服兵役。兵役结束后，再次读书。1964年，他在耶路撒冷希伯来大学学习法律，并获得法学本科学位。1965年，在纽约大学获得法学硕士学位。1968年，获法学博士学位。在返回以色列后，1972年，他与后来的以色列总统哈伊姆·赫尔佐克合伙成立了律师事务所赫尔佐格·福克斯·内埃曼律师事务所。
1979年，他被任命为财政部总干事，任期至1981年。1996年6月，他被以色列总理本雅明·内塔尼亚胡任命为司法部部长，尽管他还不是以色列国会议员。两个月之后，因为以色列檢察總長迈克尔·本耶尔公开犯罪调查指认阿里耶·得里案中曾经教唆证人，他辞去职位。最终他的罪名被洗清，并在1997年重返内阁，担任以色列财政部长，任至1999年以色列大选后内塔尼亚胡内阁结束。
2009年3月，在内塔尼亚胡重新担任内阁总理后，内埃曼再次被任命为司法部长。
内埃曼居住于耶路撒冷塔尔比亚地区。并与妻子共同抚养六个孩子。2017年1月1日，去世。

## 成员
内埃曼担任数个全国及国际委员会主席或成员，其中包括巴伊兰大学的执行董事；以色列国会公共委员，决定政府官员的工资与费用；以色列内阁负责起草想法的公共委员；教育中心的公共委员、以色列航空私有化事项的公共委员；以色列银行的政府董事；以色列原子能委员会委员；以及世界银行中央委员。

## 政治观点
2009年12月8日，担任司法部长时期，内埃曼曾被报道他主张犹太教法应该成为以色列的绝对法，从来实现以色列的政教合一。但是他后来否认此事，并强调国会是以色列的立法机构，解释法律的权力是由法庭掌握。他主张宗教法庭的使用应当限制在辅助作用，经济纠纷解决应当符合犹太教义的原则，但以色列法院系统才是基石。